# Unichess
Unichess (zapis stylowany UNI Chess) – czeski klub szachowy z siedzibą w Pradze.

## Historia
Klub powstał w 2004 roku pod nazwą FIMA ČSOB i rozpoczął rozgrywki od 1. ligi. W sezonie 2008/2009 klub zadebiutował, pod nazwą SPACE Poštovní spořitelna, w Extralidze, jednak spadł wówczas z ligi. W sezonie 2013/2014 zespół ponownie występował w Extralidze, również spadając po jednym sezonie gry. W drugiej połowie 2014 roku wskutek utraty sponsora tytularnego (ERA) klub zmienił nazwę na Unichess. W 2016 roku Unichess wrócił do Extraligi, zajmując wówczas dziesiąte miejsce. W sezonie 2018/2019 klub uzyskał siódme miejsce w lidze. Następnie, w sezonie 2019, zespół zadebiutował w Pucharze Europy. Unichess wygrał wówczas spotkania z Le Cavalier Differdange i ŠK Dunajská Streda, zremisował z Budućnostią Podgorica oraz SC En Passant, a przegrał mecze ze Slovenem Ruma, De Sprénger Echternach, Asnières – Le Grand Échiquier i w końcowej klasyfikacji zajął 36. miejsce.
Zawodnikami klubu byli m.in. Jan Bernášek, Pontus Carlsson, Kristýna Havlíková, Marián Jurčík, Mikuláš Maník, Peter Michalík, Thai Dai Van Nguyen, Antonios Pawlidis, Jerguš Pecháč i Tomáš Petrík.